# Winfried Otto Schumann
Pour les articles homonymes, voir Schumann (homonymie).
Winfried Otto Schumann (20 mai 1888 - 22 septembre 1974) est un physicien allemand qui prédit les résonances de Schumann, une série de résonances en extrêmement basses fréquences dues aux décharges électriques des éclairs dans l'atmosphère.

## Biographie
Winfried Schumann est né à Tübingen en Allemagne, d'un père chimiste. Il passe ses jeunes années à Cassel et Berndorf, près de Vienne (Autriche). Il obtint son diplôme d'ingénieur électricien au Collège technique de Karlsruhe. En 1912, il obtient son doctorat avec pour sujet de thèse « La technologie à haute tension ».
Avant la Grande Guerre il dirigea le Laboratoire des hautes tensions à la compagnie Brown-BoveriPrior.
L'Université Technique de Stuttgart qui l'employait jusqu'ici comme assistant de recherche le nomma professeur en 1920. À la suite il occupa une chaire de professeur de physique à l'Université de Iéna. En 1924, il fut nommé professeur et directeur du Laboratoire d'électrophysique à l'Université Technique de Munich.
Il fut enlevé en Amérique durant l'opération Paperclip et travailla en 1947-1948 à la base aérienne Wright-Patterson dans l'Ohio puis retourna à son poste à Munich.
Le Laboratoire de Munich devint alors l'Institut d'électrophysique où Schumann continua de travailler jusqu'à sa retraite prise en 1961 à l'âge de 73 ans bien qu'il continuât d'enseigner deux ans après.
Schumann meurt le 22 septembre 1974 à Munich.